# No Comment (Front 242)
No Comment è il secondo album in studio del gruppo di musica EBM belga dei Front 242, pubblicato nel 1984.

## Tracce
Side A
1. Commando Mix – 9:23
2. S.FR.Nomenklatura (1&2) – 6:36
3. Deceit (Behind Your Face) – 3:44

Side B
1. Lovely Day – 5:23
2. No Shuffle – 3:50
3. Special Forces – 5:23